# 口之島
口之島（くちのしま）は、トカラ列島に属する火山島である。面積は13.25平方キロメートル、最高標高は628.3メートル。島の周囲は20.38キロメートルである。
トカラ列島で最も北に位置する有人島であり、同列島の玄関口となっている。また記録に残る火山活動はないが「過去1万年以内に噴火した火山及び現在活発な噴気活動がある火山」として活火山に指定されている。
口之島の北端部を北緯30度線が通っており、第二次世界大戦終戦後の1946年（昭和21年）に北緯30度線を境界として口之島以南の区域はアメリカ合衆国の統治下に置かれた。口之島は1952年（昭和27年）の日本国への復帰までの間「国境の島」となり、日本国とアメリカ合衆国統治下の沖縄・奄美群島との間の密貿易の拠点となった。
行政区画としての口之島は、鹿児島県鹿児島郡十島村の大字である。郵便番号は891-5101。人口は103人、世帯数は72世帯（2020年10月1日現在）。

## 地理

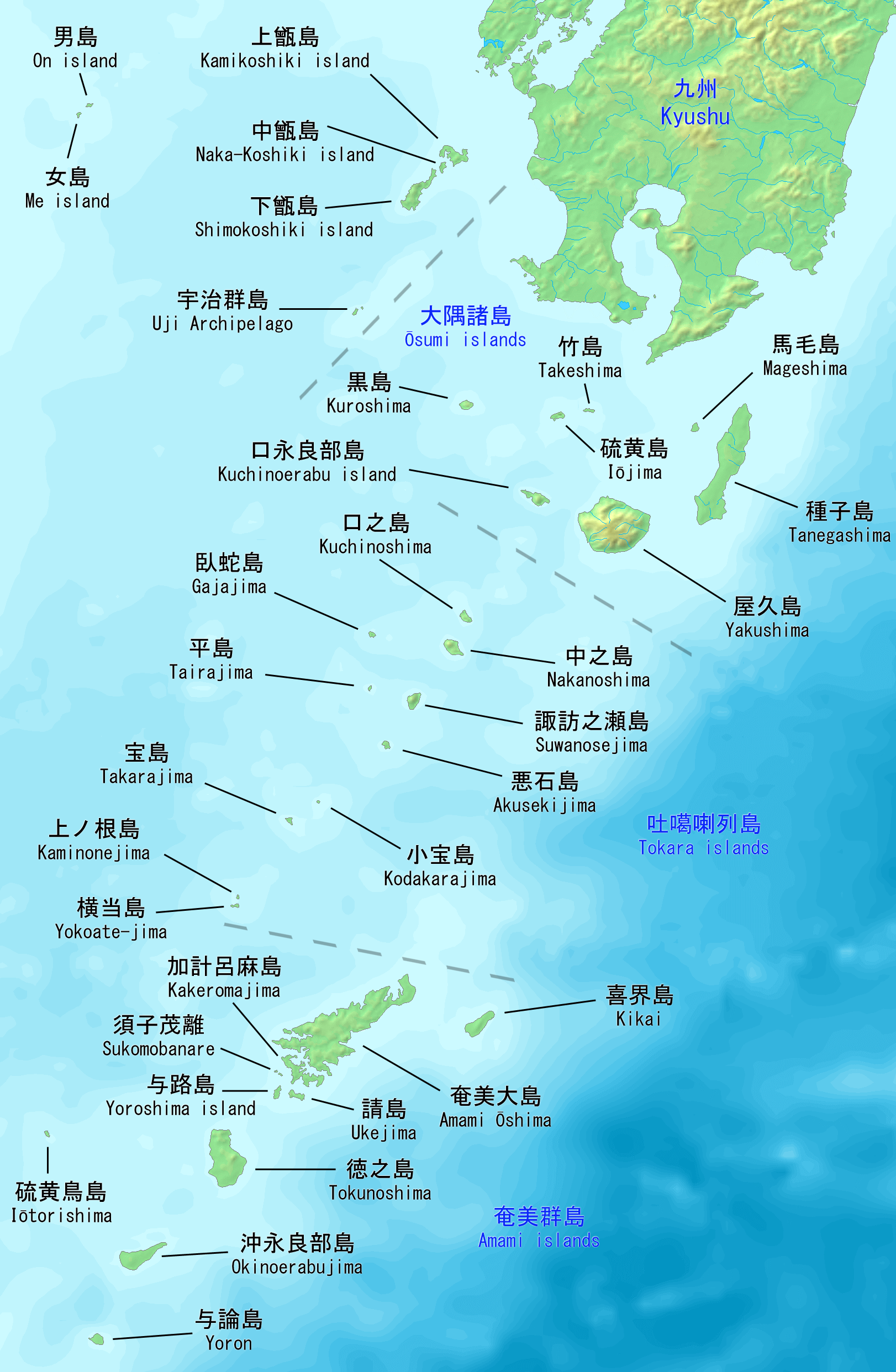
トカラ列島（薩南諸島、中部）

トカラ列島では最も北に位置する有人島である。九州の鹿児島港から200キロメートルに位置しており、島外との唯一の公共交通手段である村営フェリー（フェリーとしま2）での所要時間は鹿児島港（鹿児島市）から6時間余り、奄美大島の名瀬港（奄美市）から10時間余りである。
口之島の集落は口之島集落と西之浜集落がある。このうち西之浜集落はアメリカ合衆国統治下時代に本土との密貿易の拠点として港沿いに形成された集落であり、在来の集落である口之島集落は海岸を登ったところにある。
島の最高峰は前岳（628メートル）であり、その他にも横岳（501メートル）、タナギ岳（453メートル）、燃岳（425メートル）の山岳がある。島の北東に平坦地があるほかは崖が切り立ったような地形となっており、北西海岸の一部に砂浜がみられる以外は断崖絶壁となっている。また、燃岳の南西の瀬良馬海岸に温泉が湧出している。この温泉はセランマ温泉と呼ばれ、1983年（昭和58年）に完成し地区の総代が管理を行っている。
烏帽子崎から北半分の海岸を取り巻くようにサンゴ礁が9キロメートルに渡って発達している。琉球竹、アコウ、ガジュマルなどの亜熱帯性植物が多くみられる。また南部の照葉樹林には野生の口之島牛が生息している。
口之島の地質は溶岩流や火山砕屑物を主とする安山岩から形成されており、島の北端のフリイ岳一帯には角閃岩を含有した両輝石安山岩が安山岩を覆っている。

### 火山
安山岩質溶岩ドームの集合した火山島となっており、島の中央部には前岳(628m)、前岳南東斜面には急な滑落崖が発達する。前岳山頂部には僅かな噴気活動を行っている割れ目火口（直径100m以下）が存在しているが有史以降の噴火記録は残っていない。しかし、火山研究者からは、最新の水蒸気噴火は18世紀以降の可能性が指摘されている。
大部分が鬼界アカホヤ火山灰堆積以前の噴出物であることから約7,300年前よりも古く、横岳起源の降下軽石と火砕流中の炭化木からは、13000yBPと11000yBPの年代値が得られている。約7,900年前頃の横岳、南横岳、北横岳で起きた馬蹄形崩壊によって岩屋口岩屑なだれ堆積物が発生し、崩壊地形の内部に前岳火山が成長した。アカホヤ火山灰の堆積以降では、燃岳火山などの小規模な溶岩ドームが成長した。最も新しい溶岩ドームは燃岳火山で、山頂部には幾つかの爆発火口がある。

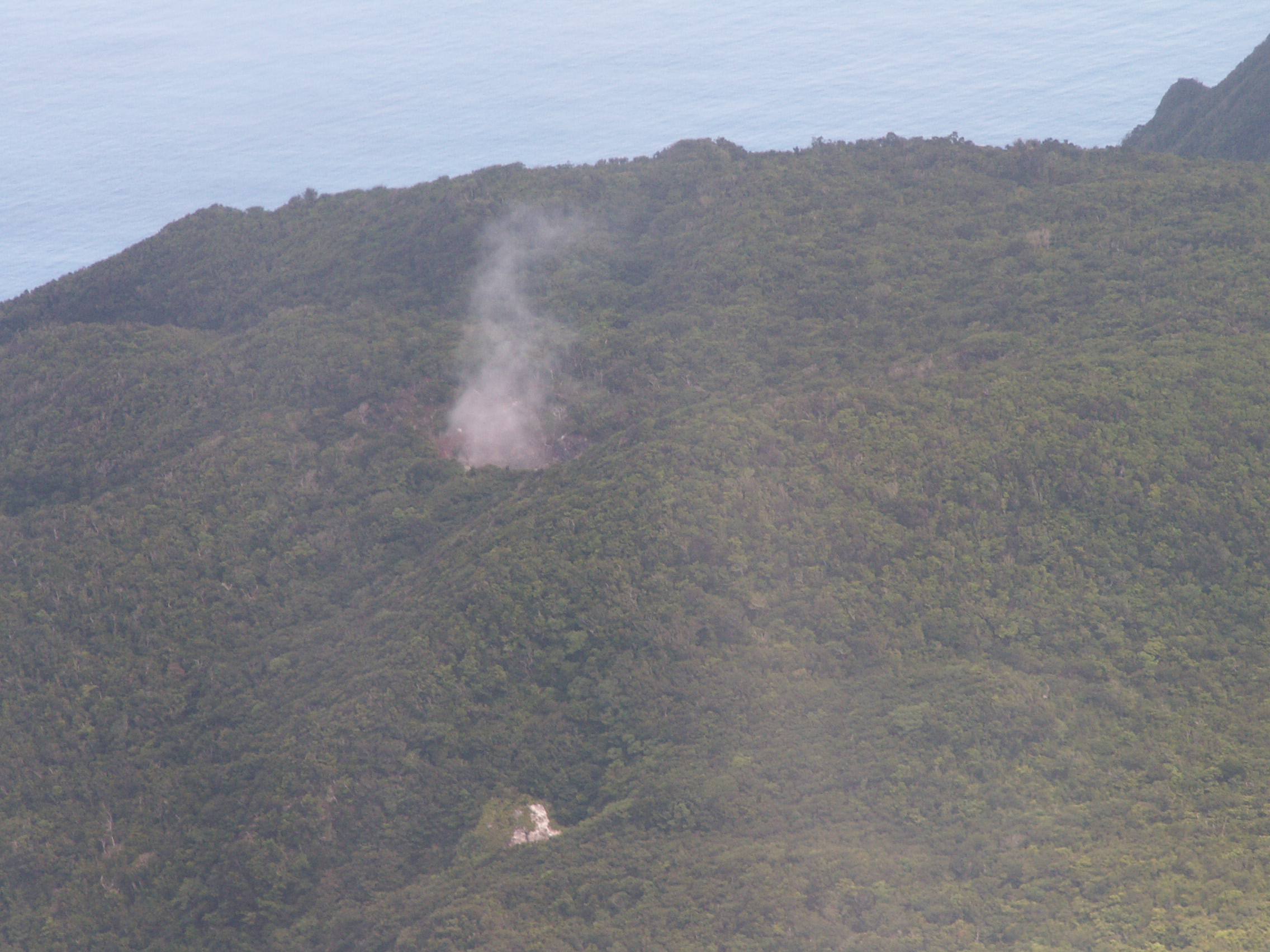
燃岳の山頂付近にある噴気孔から噴煙が出る様子。海上保安庁により2007年8月撮影
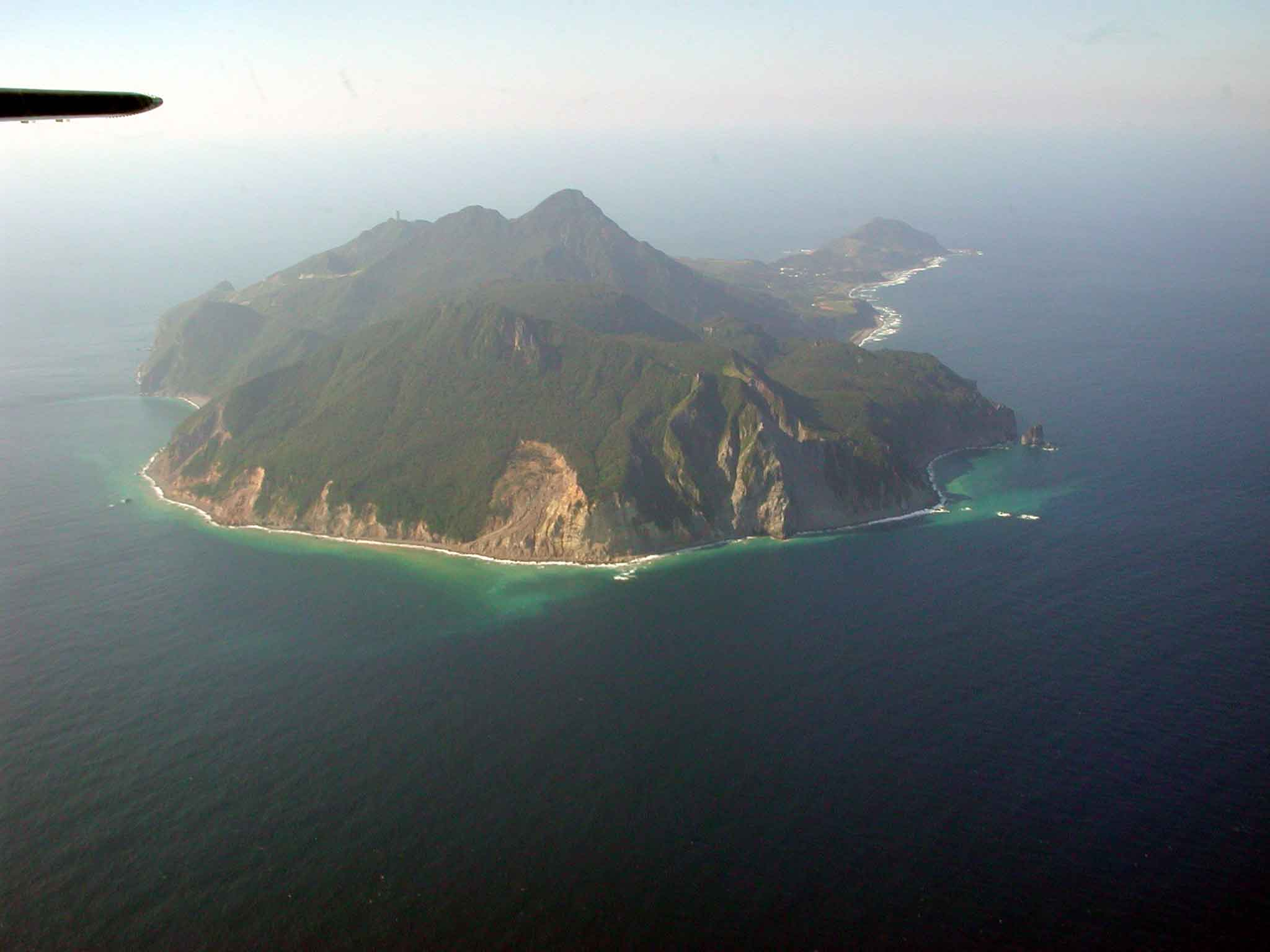
東側から南側にかけて海水が変色している様子。海上保安庁により2003年10月撮影

### 山岳
- 前岳（628.3メートル）[27]
- 横岳（501メートル）[27]
- 燃岳（425メートル）[27]
- タナギ山（453.2メートル）[27]
- ホトケビラ岳（283メートル）[27]
- フリイ岳（235メートル）[30]
- 烏帽子岳（233.9メートル）[30]

### 自然公園・自然保護地区
口之島の一部が都道府県立自然公園である「トカラ列島県立自然公園」の区域に指定されている。

### 法令による指定地域
口之島は離島振興法（昭和28年法律第72号）に基づく「離島振興対策実施地域」に指定されているほか、有人国境離島地域の保全及び特定有人国境離島地域に係る地域社会の維持に関する特別措置法（平成28年法律第33号）に基づく「特定有人国境離島地域」に指定されている。

### 島名の由来
薩摩藩の地誌である「三国名勝図会」には口之島の島名の由来について以下のように記載している。

口之島の名　七島の海口にある故に、口之島という。
—三国名勝図会

## 歴史

### 口之島の形成
口之島は4期の火山活動によって形成された。第1期はフリイ岳や向岳が形成された火山活動であるが年代が不明であり、第2期は烏帽子岳・ホトケビラ岳・ウエウラ岳の外輪山を作る火山活動、第3期は横岳を形成する火山活動、第4期は落としの平溶岩円頂丘を作る活動と燃岳を作る火山活動であった。

### 口之島の遺跡
口之島の遺跡としては、ヤマゴロウ遺跡、ナカキヤマー遺跡、ゲロー遺跡、トンチ殿地の4か所があり、ヤマゴロウ遺跡では土器片と石器が発見されており、土器片は縄文土器と須恵器のものが、石器は磨製石斧が見つかっている。縄文土器には市来式土器が発見されており、市来式土器は奄美大島の宇宿貝塚でも発見されていることからトカラ列島を経由して本土から奄美大島へ渡ったことの証であるとされる。
ナカキヤマー遺跡については、土器の破片が発見されているが「十島村誌」によれば調査は行われていない。

### 中世の口之島
「十島村誌」によれば1471年に成立されたとされる李氏朝鮮の申叔舟によって記述された海東諸国紀の地図中に「口島」として口之島の記述が見える。

### 近世の口之島
江戸時代の口之島は薩摩国川辺郡のうちであり、薩摩藩直轄地であった。薩摩藩の統治機構である外城制の対象外であり、川辺十島全域が船奉行の支配下に置かれていた。口之島の石高は「薩藩政要録」及び「要用集」によれば110石余、「三州御治世要覧」によれば111石余であった。薩摩藩の直轄統治が行われており口之島には在番所が置かれ、口之島・臥蛇島・平島を管轄した。また、異国船番所・津口番所が口之島に設置されていた。1658年（万治元年）頃の人口は222人であった。「元禄国絵図」に口ノ島と見え、島回り2里25町余りと記載されている。島の総社は八幡神社であり、東の浜に所在している。
口之島では自給自足を目的とした漁業がおこなわれており、カツオを中心にサワラ、マグロ、シイラ、タイ、フカ、エビ、ボラ、メバル、エラブウナギ、ヤコウガイ、ホラガイなどが獲れた。

### 近代の口之島
1875年（明治8年）には江戸時代からの在番所毎に戸長が置かれ、口之島の戸長が口之島を治めた。明治20年ごろの口之島では鰹節、塩辛、煎脂などの海産品や自生の木耳などを積んで鹿児島へ渡り、鹿児島の仲介人へ販売し、代金で生活必需品を仕入れていた。
1889年（明治22年）には中之島外九島の戸長が置かれ、戸長役場は中之島に置かれた。1896年（明治29年）4月1日には「鹿兒島縣下國界竝郡界變更及郡廢置法律」（明治29年法律第55号）が施行されたのに伴い、薩摩国川辺郡のうち十島が大隅国大島郡に移管された。明治30年代には口之島に定期寄港する航路があった。
1908年（明治41年）4月1日に沖縄県及島嶼町村制（明治40年勅令第46号）が施行されたのに伴い、硫黄島、竹島、黒島、口之島、中之島、臥蛇島、諏訪之瀬島、平島、悪石島、小宝島、宝島の区域より鹿児島県大島郡十島村（じっとうそん）が成立し、それまでの口之島は十島村の大字となった。
1920年（大正9年）4月1日には十島村に本土並みの町村制が施行された。町村制が施行されたことにより島嶼町村制に比べ、自治権が認められるようになり、口之島にも十島村村長の指名によって町村制による区長が置かれた。1925年（大正14年）には十島村の区長制度が改められ口之島全域からなる八区が設定された。
第二次世界大戦中には、口之島のフリイ岳の頂上に大日本帝国海軍の防空監視哨が設置されており、20名程度の軍人が常駐していた。1945年（昭和20年）3月24日以降はアメリカ軍の潜水艦や航空機による攻撃が激しくなったことから村営船の運行が困難になり定期便が廃止され、1956年（昭和31年）まで定期船が就航することはなかった。4月2日には校務のため口之島から中之島へ渡航中であった口之島国民学校長が海上で機銃掃射に遭い殉職している。

### 「国境の島」としての口之島

#### 日本国からの分離

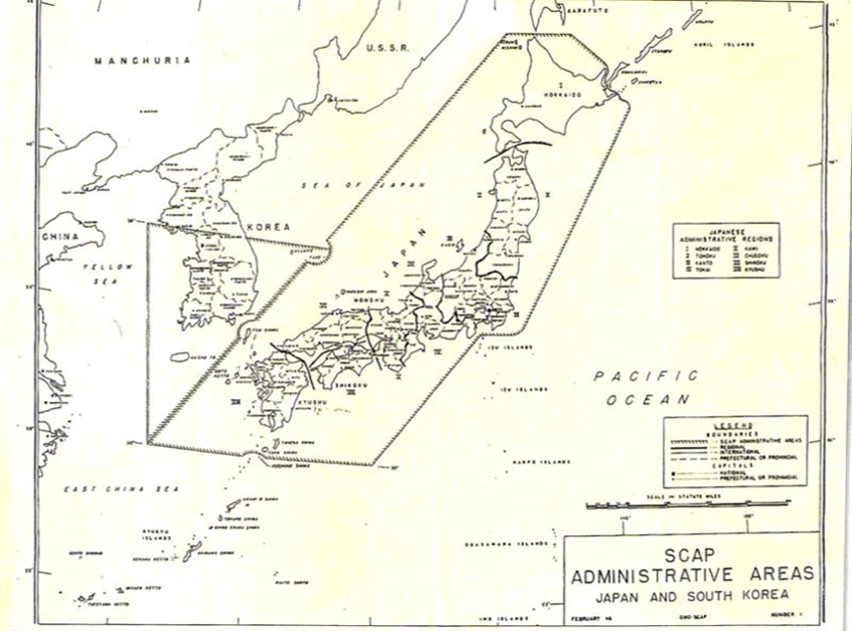
SCAPIN-677によって定められた日本の施政権が及ぶ範囲。"Kuchinoshima Island"の記載がある

1946年（昭和21年）1月29日、連合国軍最高司令官総司令部（GHQ）は、連合国最高司令官の指令「若干の外かく地域を政治上行政上日本から分離することに関する覚書」（SCAPIN-677）として以下の内容を日本国政府に送付した。

3 　この指令の目的から日本と言ふ場合は次の定義による。
日本の範囲に含まれる地域として
日本の四主要島嶼（北海道、本州、四国、九州）と、対馬諸島、北緯30度以北の琉球（南西）諸島（口之島を除く）を含む約1千の隣接小島嶼
日本の範囲から除かれる地域として
(a)欝陵島、竹島、済州島。(b)北緯30度以南の琉球（南西）列島（口之島を含む）、伊豆、南方、小笠原、硫黄群島、及び大東群島、沖ノ鳥島、南鳥島、中ノ鳥島を含むその他の外廓太平洋全諸島。(c)千島列島、歯舞群島（水晶、勇留、秋勇留、志発、多楽島を含む）、色丹島。
—若干の外かく地域を政治上行政上日本から分離することに関する覚書
日本の範囲から除かれる地域として「北緯30度以南の琉球（南西）列島（口之島を含む）」とあり、文中に「口之島を含む」と明記されていることから、島内を北緯30度線が通過する口之島の全島を含む北緯30度以南の琉球（南西）諸島の区域が日本国の行政権・司法権の及ぶ区域から除外された。一部の例外を除いて下記の「日本の範囲に含まれる地域」に指定された区域以外の地域に対して日本国政府から通信を行なうことが禁止された。
同年2月2日には口之島を含む北緯30度以南の西南諸島は通称「二・二宣言」によってアメリカ合衆国海軍の琉球列島米国軍政府の統治下に置かれることとなり、3月16日には軍政府命令第二号により日本国政府及び鹿児島県の行政権を継承した軍政府の管理下の大島支庁（のちに臨時北部南西諸島政庁、奄美群島政府となる）の行政権下に置かれた。

#### 軍政下の口之島

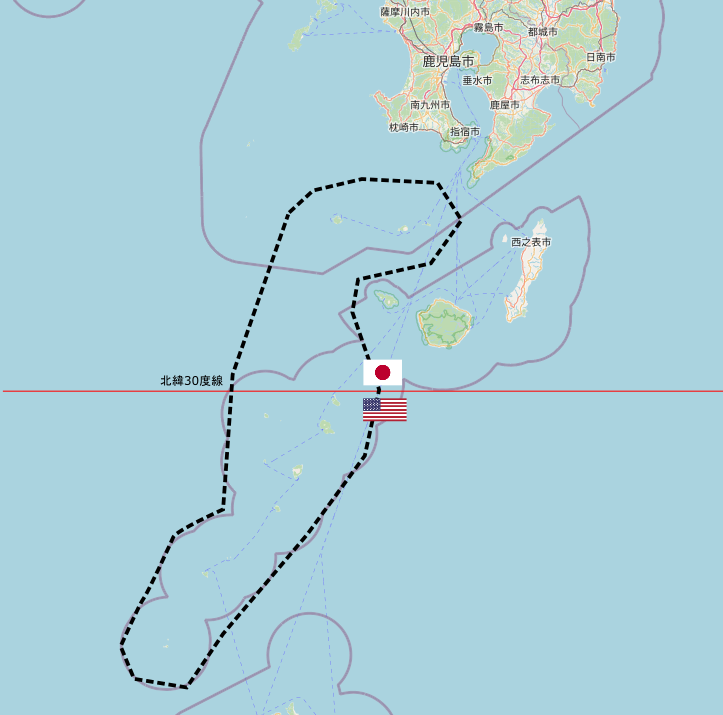
地図中の黒い線は1946年までの十島村の区域であり、赤い線が北緯30度線である。

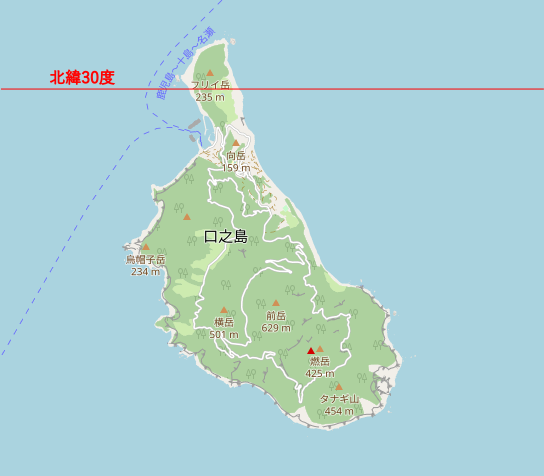
口之島の地図と北緯30度線。北緯30度線を境に北が日本国、南がアメリカ軍政下となった。但し、口之島は全域がアメリカ軍政下となった。

1946年（昭和21年）2月4日に軍政府より奄美諸島の海上封鎖指令が通達され、北緯30度線を境に日本本土と奄美間の自由渡航が禁止された。
これに伴って国境の島となった口之島は密貿易の拠点となり、口之島を介した口之島ルートによる密貿易が行われた。ポンポン船と呼ばれる5トンから6トンの小型船によって口之島を拠点に本土商人と奄美・沖縄との交易が行われ、密貿易の拠点となった口之島には奄美や沖縄の商人が多く出入りし、日に40から50隻ほどの密航船が入出港していた。奄美方面からは黒砂糖やコーヒー・タバコ、鹿児島方面からは生活必需品が運ばれ、口之島の港でこれらの物資の交換が行われていた。また、口之島に荷揚げせずに島陰や海上で積み替えを行うなど、警備の隙間を縫って取引が行われた。
隣接する中之島に所在していた中之島国民学校（現在の十島村立中之島学園）に勤務していた教員である宮山清が記した「黒潮の譜 : 戦時中の十島記」には当時の口之島について以下のように記されている。

南北密貿易の仲介地点として大変繁盛した。本土から奄美、沖縄からのヤミ商人で町をなし、にわか民宿や小料理屋もでき、男女入り乱れての賑わいであった
—黒潮の譜 : 戦時中の十島記、宮山清
また、渡船場使用料を徴収するため当時村役場が所在していた中之島から口之島に渡った十島村役場の職員でのちに十島村村長となる松下傳男は当時の口之島の状況とわずかな配給物資と自給自足に頼る暮らしの中で密貿易による物資調達について2022年の日本放送協会の取材に対して以下のように語っている。

海岸、港の近くに何十軒も家が建って、ご飯を食べるところや、飲むところがありました。店のあるところは一晩中みたいに明かりがついていました。闇船だから、法律をくぐってやってるわけだから、いいとは思わなかったんですが、悪いとも思いませんでしたね
—鹿児島県十島村　沖縄本土復帰と“もうひとつの日本復帰”、松下傳男
ヤミ商人と警察官との熾烈な逃走劇も繰り広げられたという。同年4月6日には、口之島に口之島巡査派出所が設置され、密貿易に対する警戒にあたった。また、日本国政府側も海上保安庁の職員を700名ほど増員して密貿易に対する警戒を行った。
同年6月には臨時北部南西諸島政庁の管轄下である奄美群島において市町村制（1949年臨時北部南西諸島政庁令第21号）が施行され、アメリカ合衆国統治下の十島村の区域である北緯30度以南の口之島、中之島、臥蛇島、諏訪之瀬島、平島、悪石島、小宝島、宝島を以て新たに十島村が設置された。
1950年（昭和25年）に竣工した口之島中学校の校舎の建築費用は、密航で口之島に寄港する船から港の使用料を徴収したものが充てられたとされる。同年10月に襲来したルース台風ではバラック教室と校長住宅が崩壊する被害を受けた。

#### トカラ列島の本土復帰
1951年（昭和26年）7月に日本国との平和条約の条文を報じたAP通信の「対日講和条約草案」では北緯29度以南の地域の信託統治について規定がされていたものの、北緯29度以北にあたるトカラ列島については規定されていなかったことから、日本国への本土復帰が確実視された。
1951年（昭和26年）12月5日には連合国軍最高司令官総司令部より「若干の外かく地域を政治上行政上日本から分離することに関する覚書」（SCAPIN-677/1）として以下の内容が日本国政府宛に送付され、SCAPIN-677によって日本の区域から除外されていた北緯29度以北の区域の日本国政府の行政権・司法権が回復することとなった。

一、関係覚書
a　昭和二十一年一月二十九日日本政府に対する覚書AG091(SCAPIN677)「若干の外かく地域を政治上行政上日本から分離することに関する覚書」
b　昭和二十一年三月二十二日日本政府に対する覚書AG091(SCAPIN841)「若干の外かく地域を政治上行政上日本から分離することに関する覚書」
二、上掲覚書によつて改められた上掲覚書aの第三項を更に改めて、北緯二十九度以北の琉球（南西）諸島は、該指令の目的から日本として定義される地域の中に包含されるものとする。
三、日本政府は、これらの島に対して、連合国最高司令官の権限の下におかれることを條件として、政治上、行政上の管轄権を回復することを指令せられる。
—若干の外かく地域を政治上行政上日本から分離することに関する覚書
同年12月21日には日本国政府はトカラ列島の本土復帰の暫定措置を定める政令である『昭和二十六年十二月五日附連合国最高司令官覚書｢若干の外かく地域の日本からの政治上及び行政上の分離に関する件｣に伴う鹿兒島県大島郡十島村に関する暫定措置に関する政令』（昭和26年政令第380号）を公布・施行し、翌年1952年（昭和27年）2月4日には「北緯二十九度から北緯三十度までの間にあるもの（口之島を含む。）」の区域が日本国へ復帰した。
日本国へ復帰する直前の口之島には口之島と臥蛇島を管轄する名瀬地区警察署口之島巡査部長派出所、琉球臨時中央政府（琉球政府の前身）所管の口之島郵便局が置かれていた。

### 本土復帰後
1952年（昭和27年）2月4日に日本国へ復帰したトカラ列島であったが、同年2月10日に「鹿児島県大島郡十島村に関する地方自治法の適用及びこれに伴う経過措置に関する政令」（昭和27年政令第13号）によってトカラ列島の区域へ日本法である地方自治法（昭和22年法律第67号）が適用されると同時に、軍政下となるまでトカラ列島（下七島）とともに同一の村を形成していた上三島と事実上分割されることとなり、同政令の規定により「鹿兒島県大島郡十島村の区域で北緯二十九度から北緯三十度までの間にあるもの（口之島を含む。）」の区域にあたる口之島、中之島、臥蛇島、諏訪之瀬島、平島、悪石島、小宝島、宝島の区域を以て地方自治法に基づく鹿児島県大島郡の「十島村」（としまむら）が新たに設置され、口之島は十島村の大字となった。
2月17日にはトカラ列島の全域が国家地方警察鹿児島地区警察署の管轄となり、口之島巡査派出所は巡査部長を配置する口之島巡査部長派出所となった（1965年（昭和40年）4月1日廃止）。1954年（昭和29年）には口之島へき地診療所が西之浜港付近に開設され、医師の配置はなく、看護師が1名配置された。
1956年（昭和31年）には村営定期船が国・県の補助により開設され、口之島にも寄港するようになった。1961年（昭和36年）には中之島と口之島の間に海底ケーブルが敷設され、口之島郵便局に農村公衆電話が開設されたことにより電話による通信が可能となった。1962年（昭和37年）には電気利用農業協同組合が設立され、離島電気事業導入事業により口之島に発電設備が整備された。これらの設備は、電気利用農業協同組合や漁協協同組合の大きな負担となったことから1978年（昭和53年）7月に九州電力へ移管され、24時間送電が実現した。
1973年（昭和48年）4月1日には十島村の所属が大島郡から鹿児島郡へ変更となった。

## 生態

### 動物

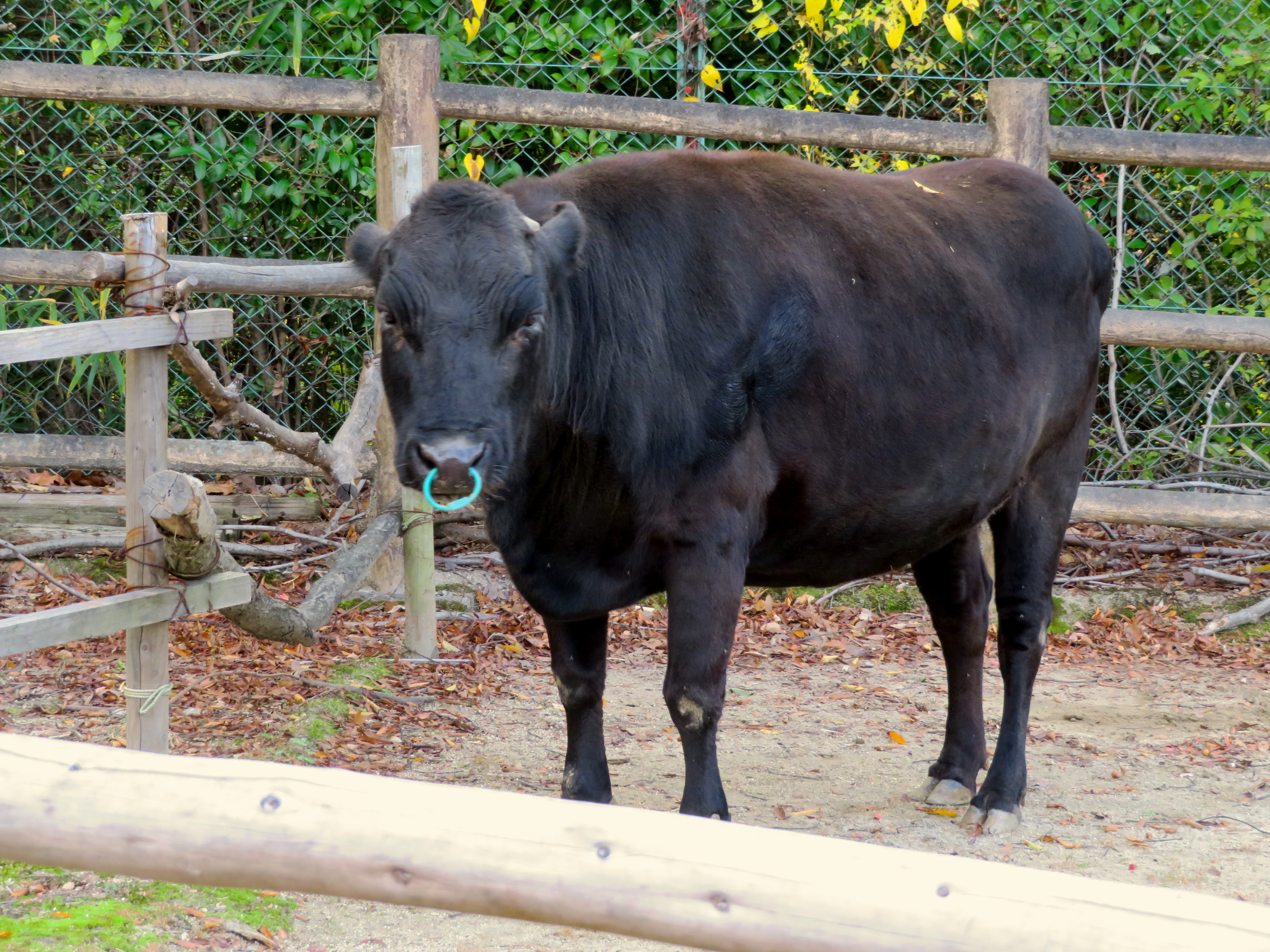
口之島牛（東山動植物園）

#### 口之島牛
口之島牛は、野生状態で生息する固有種の在来牛。起源は少なくとも約100年前とされている。1918年から1919年頃に諏訪之瀬島から移入された数頭の子孫である。日本の在来種としては見島牛と口之島牛の2種類のみとなっている。

#### その他
これまでの記録上最高水温となる水温41.6度の環境で生息できるリュウキュウカジカガエルのオタマジャクシがセランマ温泉付近の泥沼において広島大学・総合研究大学院大学の研究者により発見されている。

### 植物

#### 固有種
タモトユリ（Lilium nobilissimum）は口之島固有種で、非常に優美なユリとして知られる。交配に使用されており園芸品種のカサブランカなどの作出のため乱獲され、1996年（平成8年）の鹿児島大学理学部の調査によりタモトユリが発見されず野生絶滅したとレッドデータブックに掲載された。その後に自生地由来株の植え戻しが行われており、現在は絶滅危惧IA類(CR)に指定されている。地域住民の手で保全活動がされている。

#### 北限の植物
口之島を生息北限とする植物としては、リュウキュウシダ、ヤンバルツルハッカ、クロミノオキナワスズメウリアダン、ハマイヌビワ、リュウキュウヨッバムグラヤエガヤ、メンテンササガヤ、ミツバビンボウカズラ、オキナワスズメウリ、ヤエヤマコウゾリナ、タワンヒデリコがある。

#### 南限の植物
口之島を生息南限とする植物としては、イノデ、ヤダケ、ヤマノイモ、リョウブ、ヒメホタルイがある。

## 人口
「十島村誌」及び「国勢調査」によれば口之島の人口の遷移は下記のとおりである。「十島村誌追録版」によれば日本国への復帰後、生活様式や経済構造が本土化した結果、中学校卒業後は高等学校以上の教育機関が存在しない十島村を離れ、本土へ就職や高等学校以上の教育機関への進学による人口流出により過疎化に拍車がかかっているとしている。
| 年                 | 人口 |
| ------------------ | ---- |
| 1950年（昭和25年） | 720  |
| 1955年（昭和30年） | 584  |
| 1960年（昭和35年） | 533  |
| 1965年（昭和40年） | 432  |
| 1970年（昭和45年） | 351  |
| 1975年（昭和50年） | 291  |
| 1980年（昭和55年） | 219  |
| 1985年（昭和60年） | 144  |
| 1990年（平成2年）  | 183  |
| 1995年（平成7年）  | 177  |
| 2000年（平成12年） | 173  |
| 2005年（平成17年） | 125  |
| 2010年（平成22年） | 138  |
| 2015年（平成27年） | 159  |
| 2020年（令和2年）  | 103  |

## 施設

### 公共
- 十島村役場口之島出張所[95]
- 口之島コミュニティセンター
- 口之島診療所[21]

### 教育
- 十島村立口之島学園（義務教育学校）[21]

### 郵便局
- 口之島郵便局[96]
1949年（昭和24年）10月1日に口之島電信局として設置され[97]、1951年（昭和26年）3月1日に電信局が郵便局となった[98]。日本国への復帰に伴い、1952年（昭和27年）2月10日に琉球臨時中央政府の郵便局としては閉鎖され[99]、翌日の2月11日に日本国政府郵政省の郵便局として開設された[100]。

### その他
- 北緯30度線モニュメント[101]
- 九州電力送配電口之島発電所[102][103]

## 経済
2014年（平成26年）の経済センサスによれば口之島に所在する民営の事業所数は8事業所であり従業者数は23名であった。業種別には卸売・小売業2事業所、飲食料品小売業1事業所、その他の小売業1事業所の順であった。
2015年（平成27年）の国勢調査によると口之島に居住する15歳以上の就業者数は75人であり、産業別では多い順に農業20人、建設業13人、公務9人、教育8人、宿泊業7人、漁業5人、医療・福祉4人、電気・ガス・熱供給・水道業3人、卸売・小売業3人、複合サービス業3人の順となっている。

### 農業
口之島の水田はトカラ列島の島の中では最も良田と呼ばれ、水が豊かで干ばつが発生することが少なかったとされる。1960年（昭和35年）の主要作物としては甘藷、陸稲、麦が収穫されていたと記録されている。1992年（平成4年）には水稲の作付面積が4.24ヘクタールであり、生産量は12.6トンであった。

### 畜産
それまで農耕用として飼育されていた牛は、1988年（昭和63年）以降は肉用牛として飼育されるようになった。1996年（平成8年）に家畜保護施設が整備され、2005年（平成17年）には牛発情発券システムが導入され、2015年（平成27年）には家畜分娩施設が整備された。
口之島には1966年（昭和41年）に村条例「牧場の設置及び管理に関する条例」が施行され、以下の村営牧場が設置されている。
- 牧内牧場
- 横畑牧場
- 大勝牧場
- 小川内牧場
- ナガヘタ牧場
- 池原牧場

### 漁業
口之島の周囲は東シナ海、太平洋に面しており、周辺には漁場が多い。日本国への復帰までは自給自足的漁業がおこなわれていた。本土復帰後は自給自足経済から流通経済への転換により、本土の漁船に対応すべく口之島では動力船の導入が行われた。トカラ列島全体として地理的に流通における不利な条件が多いことから、産業としては零細となっている。
2016年（平成28年）時点の口之島の船舶保有数は14隻、総トン数は46.79トンであった。

## 文化財

### 県指定
- タモトユリ（天然記念物、1953年（昭和28年）9月7日指定[117]、絶滅危惧種IA類(CR)[118]）[119][120]

### 村指定
- 立証名寄帳写し（有形文化財）[119]
- 口之島の盆踊り（無形民俗文化財）[119]

## 教育
口之島には義務教育学校として十島村立口之島学園が設置されている。また高等学校以上の教育機関は十島村の各島には設置されておらず、高等学校以上の教育を受けるためには口之島に限らず十島村を離れる必要がある。

### 義務教育学校

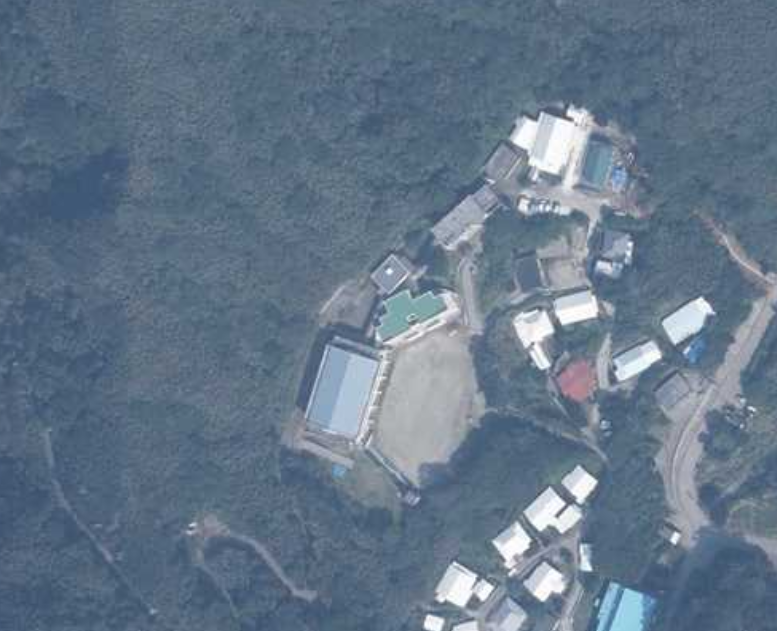
十島村立口之島学園の上空航空写真（2016年）

1874年（明治7年）に夜学として設置されたものが、口之島では初めてとなる教育施設の開設であった。1885年（明治18年）には既に私学として口之島小学と呼ばれる学校が設置されていたとされ、児童が10人程度在籍していた。1912年（大正元年）から1929年（昭和4年）までは私立口之島小学校として集落の負担で学校運営が行われていた。
本土では既に明治時代から施行されていた小学校令（明治33年勅令第344号）は十島村については施行の対象外とされていたが、1930年（昭和5年）4月29日より施行されることとなり、同年5月6日に公立学校として「十島村立中之島尋常小学校口之島分教場」が初めて設置された。1941年（昭和16年）には国民学校令が施行されたのに伴い中之島国民学校口之島分教場となり、1942年（昭和17年）に中之島国民学校（現在の十島村立中之島学園）から独立し、「口之島国民学校」となった。
1948年（昭和23年）に口之島小学校と改称し、口之島中学校を併設、1952年（昭和27年）2月4日の日本国への復帰に伴い、同年2月11日に施行された「鹿兒島県大島郡十島村に関する文部省関係法令の適用及びこれに伴う経過措置等に関する政令」（昭和27年政令第19号）により学校教育法が十島村に適用され、学校教育法による小学校・中学校となった。2024年（令和6年）には十島村立の小中併設校が義務教育学校へ移行するのに伴い十島村立口之島学園となった。
2018年（平成30年）度の児童・生徒数は小学校が15名、中学校が3名であった。

### 小・中学校の学区
村立小・中学校に通う場合、学区（校区）は以下の通りとなる。
| 大字       | 番地 | 小学校                             | 中学校                             |
| ---------- | ---- | ---------------------------------- | ---------------------------------- |
| 大字口之島 | 全域 | 十島村立口之島学園（義務教育学校） | 十島村立口之島学園（義務教育学校） |

## 交通

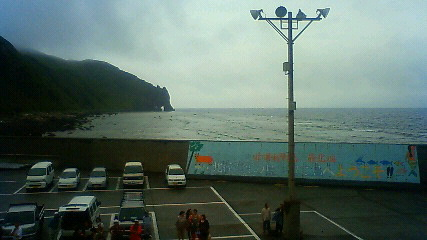
西之浜港

島外への定期便の交通手段は村営フェリーであるフェリーとしま2のみであり、通常時は週2便の運航である。また、島内の交通も村道が12路線、農道が14路線、林道が2路線のみ存在し、一般国道や県道は存在しない。

### 港湾
- 西之浜漁港（第四種漁港）[132][133]
1954年（昭和29年）10月30日に第一種漁港に指定され、1973年（昭和48年）5月16日に第四種漁港となり、鹿児島県が管理するようになった[132]。
  - フェリーとしま2（鹿児島港 - 十島村有人各島 - 名瀬港）